# 南区 (蔚山広域市)
南区（ナムく）は、蔚山広域市の区である。太和江を挟んで北に中区、北区と接する。東は、東区と接する。同じく南西は蔚州郡に接している。

## 歴史
- 蔚山市昇格前から蔚山郡蔚山面に属する地域があった。
- 1962年2月1日 - 蔚山郡蔚山邑が蔚山市に昇格し、長生浦出張所が設置された。
- 1976年4月20日 - 長生浦出張所が廃止された。
- 1985年7月15日 - 蔚山市新亭洞・達洞・無去洞・玉洞・呂川洞・也音洞・仙岩洞・夫谷洞・黄城洞・龍淵洞・長生浦洞・梅岩洞の地域をもって、南区を新設。
- 2020年10月8日〜9日 - 達洞にある33階建の高層ビル「蔚山三環アールヌーボー（朝鮮語版）」で大規模火災（蔚山高層ビル火災）。

## 下部行政区域

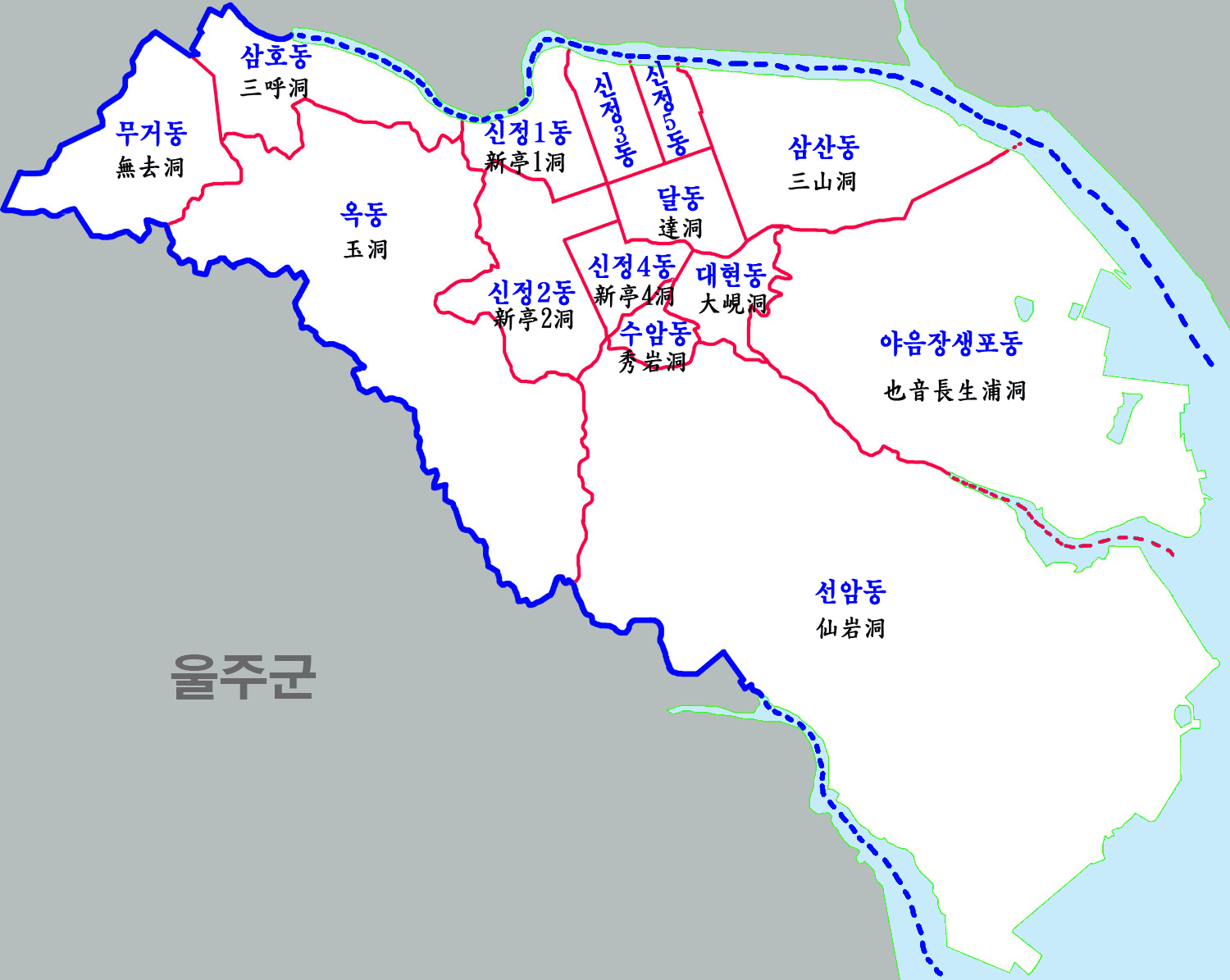
行政区域図

| 行政洞       | 法定洞                                                                 |
| ------------ | ---------------------------------------------------------------------- |
| 無去洞       | 無去洞                                                                 |
| 三呼洞       | 無去洞                                                                 |
| 新亭1洞      | 新亭洞                                                                 |
| 新亭2洞      | 新亭洞                                                                 |
| 新亭3洞      | 新亭洞                                                                 |
| 新亭4洞      | 新亭洞                                                                 |
| 新亭5洞      | 新亭洞                                                                 |
| 三山洞       | 達洞、三山洞                                                           |
| 玉洞         | 玉洞、斗旺洞                                                           |
| 達洞         | 達洞                                                                   |
| 峀岩洞       | 也音洞                                                                 |
| 大峴洞       | 也音洞                                                                 |
| 也音長生浦洞 | 呂川洞、也音洞、長生浦洞、梅岩洞                                       |
| 仙岩洞       | 仙岩洞、上開洞、夫谷洞、古沙洞、城岩洞、黄城洞、龍淵洞、南化洞、龍岑洞 |

## 交通

### 鉄道
- 東海線
  - （蔚州郡）← 開雲浦駅 - 太和江駅 →（北区）
- 長生浦線
  - 太和江駅 - 長生浦駅
- 蔚山港線
  - 太和江駅 - 蔚山港駅
- 蔚山新港線
  - 蔚山新港駅

### 道路
- 高速道路
  - 蔚山高速道路
    - 蔚山インターチェンジ

## 教育機関

### 大学校・大学
- 蔚山大学校（울산대학교）
- 蔚山科学大学（울산과학대학）
- 韓国ポリテク7大学蔚山キャンパス（한국폴리텍7대학 울산캠퍼스）

## 住居
- 蔚山三環アールヌーボー（朝鮮語版） - 蔚山高層ビル火災も参照。